# 艶島 (小惑星)
艶島（つやしま、6023 Tsuyashima）は小惑星帯に位置する小惑星。北海道の北見観測所で、円舘金と渡辺和郎が発見した。
長崎県生まれのアマチュア天文家で、1995年より熊本県民天文台の台長を務める艶島敬昭（つやしま たかあき、1949年生まれ）から命名された。